# Miki Takashi (1979)
Takashi Miki (sinh ngày 7 tháng 5 năm 1979) là một cầu thủ bóng đá người Nhật Bản.

## Sự nghiệp câu lạc bộ
Takashi Miki đã từng chơi cho Urawa Reds.